# Astellas Pharma
Astellas Pharma Inc. (アステラス製薬株式会社, Asuterasu Seiyaku Kabushiki-gaisha) (TSE : 4503) est une entreprise pharmaceutique japonaise, fondée le 1er avril 2005 par la fusion de Yamanouchi Pharmaceutical (山之内製薬株式会社, Yamanouchi Seiyaku Kabushiki-gaisha) et Fujisawa Pharmaceutical (藤沢薬品工業株式会社, Fujisawa Yakuhin Kōgyō Kabushiki-gaisha).

## Historique
L'entreprise Shoten Fujisawa a été fondée en 1894 par Tomokichi Fujisawa à Osaka et a été rebaptisée Fujisawa Pharmaceutical Co. en 1943.
Yamanouchi Yakuhin Shokai a été lancé en 1923 par Kenji Yamanouchi à Osaka. La société a été rebaptisée Yamanouchi Pharmaceutical Co. en 1940 et déménage à Tokyo en 1942.
Les deux sociétés ont commencé leur expansion à l'étranger à peu près au même temps, l'ouverture de bureaux à Taïwan en 1962 et 1963, respectivement, et aux États-Unis et en Europe à partir de 1977. Fujisawa a acquis Lyphomed en 1990 avant d'établir aux États-Unis son centre de recherche à Deerfield, dans l'Illinois. Le centre de recherche de Yamanouchi a été ouvert avec l'acquisition de la division pharmaceutique de Gist Brocades Royale en 1991.
Fujisawa et Yamanouchi ont ensuite fusionné le 1er avril 2005, formant le groupe Astellas Pharma.
De nombreux produits sont encore vendus sous leur ancienne marque.
Le 9 juin 2010, Astellas a acquis OSI Pharmaceuticals pour 4 milliards de dollars.
En décembre 2019, Astellas annonce l'acquisition d'Audentes, une entreprise américaine de thérapies géniques, pour 3 milliards de dollars.

## Activité de lobbying
Selon le Center for Responsive Politics, les dépenses de lobbying d'Astellas Pharma aux États-Unis s'élèvent en 2017 à 2 480 000 dollars.
Astellas Pharma est inscrit depuis 2015 au registre de transparence des représentants d'intérêts auprès de la Commission européenne. Elle déclare en 2017 pour cette activité des dépenses annuelles d'un montant compris entre 700 000 et 800 000 euros.
Pour l'année 2017, Astellas Pharma déclare à la Haute Autorité pour la transparence de la vie publique exercer des activités de lobbying en France, mais n'a cependant pas déclaré, comme elle était légalement tenue de le faire avant le 30 avril 2018, l'ensemble de ses activités et les dépenses engagées.